# 真蔵院 (大月市)
真蔵院（しんぞういん）は、山梨県大月市にある真言宗智山派の寺院。山号は岩殿山。本尊は千手観世音菩薩。甲斐百八霊場第24番札所。

## 歴史
創建年代は不明であるが、近くにあった円通寺（廃寺）の別院「常楽院」（廃寺）の内庵だったという。
正保2年（1645年）に賢弘法印によって中興された。
当院には、廃寺「円通寺」にあった堂「七社権現」にあった七社権現立像がある。山梨県の文化財に指定されており、16世紀に制作されたものという。檜の一木造の像であり、像高の平均は2メートルある。

## 文化財
- 木造七社権現立像（山梨県指定有形文化財 昭和54年2月8日指定）[3]
- 摺本大般若波羅蜜多経（大月市指定文化財）[4]

## 御詠歌
朝日さす
夕日かがやく
その下に
夜もまどかに
月の通ひ路

## 交通アクセス
- 東日本旅客鉄道（ＪＲ東日本）  中央本線大月駅より徒歩26分。